# Neuhof (Gaubitsch)
Der Neuhof ist ein Vorwerk in Gaubitsch, Niederösterreich.
Der Neuhof war ein zum Schloss Loosdorf gehörender Gutshof, der heute im Eigentum der Gutsverwaltung Piatti-Fünfkirchen steht und zur Aufzucht von Haustieren genutzt wird. Der Meierhof wurde als Ortschaftsbestandteil von Gaubitsch in den Ortsverzeichnissen ausgewiesen. Bei der Volkszählung 1961 zählte der Neuhof 8 Einwohner.